# マンハッタンカフェ
マンハッタンカフェ（欧字名：Manhattan Cafe、1998年3月5日 - 2015年8月13日）は、日本の競走馬、種牡馬。
2002年のJRA賞最優秀4歳以上牡馬である。2001年の菊花賞と有馬記念、2002年の天皇賞（春）を優勝した。主戦騎手は蛯名正義。

## 概要
1998年3月5日、日本の北海道千歳市の社台ファームで生産された父サンデーサイレンスの牡馬である。セレクトセールにて上場され、1億3650万円で購入した西川清の所有となり美浦トレーニングセンターの小島太厩舎の管理のもとデビューした。
2戦目で勝ち上がり、続く弥生賞（GII）は4着。自己条件に戻って500万円以下のアザレア賞に臨んだが輸送が堪えて11着敗退。春のクラシック参戦は叶わなかった。休養を挟んで夏の北海道で勝ち上がり、3勝馬として迎えた菊花賞（GI）にて東京優駿優勝馬ジャングルポケットなどを下して優勝、クラシック戴冠を果たした。それから暮れの有馬記念（GI）にてテイエムオペラオーやメイショウドトウなどを下して史上13頭目となる3歳馬による有馬記念優勝を成し遂げた。
古馬となり、ジャングルポケットやナリタトップロードと対した天皇賞（春）（GI）も優勝しGI3戦3連勝を達成。3歳秋から4歳春にかけての菊花賞、有馬記念、天皇賞（春）の制覇はシンボリルドルフ以来。その後はフランスの凱旋門賞（G1）に遠征したが、競走中に故障し13着敗退。屈腱炎のため引退となった。通算成績12戦6勝GI3勝。
競走馬引退後は種牡馬となり、2009年には日本のリーディングサイアーとなった。重賞優勝産駒を輩出し、ジョーカプチーノ、レッドディザイア、ヒルノダムール、グレープブランデー、クイーンズリングがGI優勝を果たした。産駒の牝馬も多数繁殖に回り、ブルードメアサイアーとしての重賞優勝産駒も輩出している。メイショウハリオ、テーオーケインズがGI優勝を果たした。

## デビューまで

### 誕生までの経緯
サトルチェンジは、父ローソサイエティのアイルランド産牝馬である。アイルランドとイギリスで競走馬として走り、アイルランドの準重賞優勝を含む19戦4勝。引退後は繁殖牝馬となり、初年度から3年間でポリッシュパトリオットの初仔、ビーマイゲストの2番仔、デインヒルの3番仔を産んでいた。4年目の1996年はグランドロッジと交配した後に日本の競走馬生産者である社台ファームに購入される。4番仔をはらんだ状態で日本に輸入され、同年に出産。兄姉では3番仔と4番仔が日本で競走馬となっている。特に3番仔のエアスマップは2001年のオールカマー（GII）を勝利するなど重賞戦線で活躍した。
同年の出産後に日本で初めてとなる交配が実施される。相手は社台ファームが所有するサンデーサイレンスだったが流産という結果に終わった 。
日本2年目となる1997年には再びサンデーサイレンスと交配し受胎。翌1998年3月5日、北海道千歳市の社台ファームにて、サトルチェンジの5番仔となる牡馬（後のマンハッタンカフェ）が誕生する。5番仔は父サンデーサイレンスと同じ青鹿毛だった。

### 幼駒時代
5番仔は誕生直後から牧場内で良さげな馬という認識があり、牧場育成担当の猿倉修によれば欠点が見当たらなかったという。母仔共々素直であり、牧場内千葉英昭厩舎が担った離乳の際は気性の難しい母仔から引き離していたが、サトルチェンジ母仔の引き離しは最後だった。
当歳の5番仔は、1998年のセレクトセールに上場、1億3650万円で売却された。落札したのは兄フサイチエキサイトも所有していた関口房朗だったが、デビュー前に駐車場経営者の西川清の所有に変更となる。西川はその5番仔を美浦トレーニングセンターの小島太調教師に託した。西川と小島の関係は騎手時代の小島が1995年天皇賞（秋）をサクラチトセオーで制した直後、六本木の寿司屋で偶然席が隣同士になったことが切っ掛けだった。西川は馬主になって馬を所有した暁には調教師に転身する小島に託すと約束しており、初めての所有馬であるカリブカフェを皮切りに小島厩舎に所有馬を預ける事が多かった。西川は娘の名前から拝借した2頭目「サウザンドハッピー」を挟んで以降はカリブカフェから拝借した「カフェ」を冠名とした。しばらくして小島から「カフェ」が馬名の末尾にあった方が出世しやすいと指摘され、小島に託す馬だけ「◯◯カフェ」とするようにした。この5番仔はその規則に従い「マンハッタンカフェ」と命名される。
千葉厩舎を退いたマンハッタンカフェは三浦長厩舎で初期育成、東礼治郎厩舎で馴致をこなし、1歳9月に猿倉厩舎で育成段階に入った。マンハッタンカフェは素直で癖がなく、どのスタッフでも乗りこなせるほどだった。2歳になってからは猿倉が自らマンハッタンカフェの育成を担っている。後に猿倉は「乗り始めてから"もしや"という大物感を感じ始めましたね。それまで携わってきた、のちのGI馬達と比べても遜色無い能力は持っている」と回顧している。この能力から次第に牧場では東京優駿（日本ダービー）優勝の有力馬になるのではという期待がちらつくようになり「ダービーを、本気でダービーを勝つつもりで送り出した馬」（石田敏徳）になっていた。
小島はマンハッタンカフェの鞍上に蛯名正義を起用する。蛯名は初めて調教にまたがった時から高い素質を感じており「とてもおとなしくて、サンデー（サイレンス）の仔にしては珍しいタイプ（中略）気性も含めて、長いところが向いている」と感じ取っていた。

## 競走馬時代

### 3歳（2001年）

#### クラシックまでの道程
1月29日、東京競馬場の新馬戦（芝2000メートル）でデビュー。2.0番の2番人気に推されたがスタートで出遅れ、さらにはハミを取れず正しく走れずトレジャーに後れを取る3着だった。2戦目は2月11日の新馬戦（芝1800メートル）に1番人気で出走。好位から抜け出して先頭で決勝線を通過。初勝利を挙げた。
続いて3月4日、クラシック初戦・皐月賞のトライアル競走である弥生賞（GII）に参戦。相手には前年末のラジオたんぱ杯3歳ステークスにてジャングルポケット、クロフネらを下して優勝したアグネスタキオンがいた。8頭立て、1倍台のアグネスタキオンに対して、前走から馬体重マイナス20kgで出走したマンハッタンカフェは21倍の5番人気。4番手を追走し、直線で抜け出しを図ったがアグネスタキオンやボーンキング、ミスキャストにも及ばずクビ差の4着。皐月賞の優先出走権は得られなかった。

この敗戦で皐月賞参戦はなくなり4月7日、阪神競馬場のアザレア賞（500万円以下）に参戦したが馬体重は弥生賞から更に16kg減少していた。2番人気だったが11着敗退。馬体重の減少は輸送への耐性が無かったことが原因であり、この後は続戦できずにクラシック第2戦の東京優駿（日本ダービー）参戦を諦め、長期休養となった。この時の連敗について後に小島はこのように回顧している。
陣営は目標をクラシック最終戦の菊花賞に切り替えて札幌競馬場の2600メートル戦に臨む。4か月空けた8月4日、富良野特別（500万円以下）に前走からプラス46kgで参戦。スタートで出遅れたが、追い上げて後方に2馬身差をつけて優勝。2勝目を挙げた。それから8月26日、同条件の阿寒湖特別（1000万円以下）では直線で進路を塞がれるも抜け出し優勝。2連勝で3勝馬に成り上がった。
北海道で出世して本州に舞い戻り9月16日、トライアル競走であるセントライト記念（GII）に臨む。蛯名に先約があるため二本柳壮が騎乗した。体重はマイナス10kgと再び減少。トレジャー、ロードフォレスターに次ぐ3番人気だった。道中は好位を追走したが直線で伸びず、シンコウカリド、トレジャー、ロードフォレスターに後れを取る4着。再び優先出走権を獲得することができなかった。

#### 菊花賞
優先出走権は得られなかったが、出走頭数が15頭に留まった事で10月21日に京都競馬場で行われる菊花賞出走を叶えた。京都、関西で行われるため輸送をする必要があったが、マンハッタンカフェは4月の阪神競馬場で行われたアザレア賞出走の際にレース直前で輸送した結果、馬体重を大きく減らして敗れていた。この反省から陣営は関西馬の拠点である栗東トレーニングセンターへの滞在を敢行。9月30日に栗東に入厩させた。結果当日は微増のプラス4kgで迎えている。
10月21日、菊花賞（GI）に臨む。15頭立てとなる中、単勝17.1倍の6番人気に推される。ここまでのクラシックは皐月賞はアグネスタキオンが、東京優駿はジャングルポケットが優勝しており、どちらも2着はダンツフレームだった。アグネスタキオンは東京優駿を前に引退。1番人気はジャングルポケット、2番人気はダンツフレーム、3番人気は札幌記念と神戸新聞杯を含めて4連勝中のエアエミネムであり、この3頭が抜けた人気だった。

2枠2番からスタート、馬群の内側を確保。11番人気マイネルデスポットが単独で逃げ、スローペースの展開に。近い位置にいたジャングルポケット、先行するエアエミネムは走る気が勝り早くも消耗する一方、マンハッタンカフェは折り合いをつけて追走することができた。先行有利のスローペースだったため、逃げるマイネルデスポットの余力は十分にあり、誰も捉えることができていなかった。
馬群の内側で脚を溜めたマンハッタンカフェは最終コーナーから促されて直線で末脚を発揮するとまず馬群にいて伸びあぐねるエアエミネムやジャングルポケットを抜き去り、それから内で粘るマイネルデスポットに迫り、ゴール手前で追い付き最後は半馬身差し切ったところで決勝線を通過した。
クラシック戴冠、1995年のマヤノトップガン以来6年ぶりとなるクラシック初出走馬の菊花賞優勝となった。関東馬の菊花賞優勝は1998年のセイウンスカイ以来3年ぶり。蛯名、西川、小島は菊花賞初優勝。社台ファームはダンスインザダーク、エアシャカールに次いで3頭目となる生産馬の優勝、サンデーサイレンス産駒は前述の2頭に続き2年連続3頭目の優勝となった。

#### 有馬記念
菊花賞優勝後は宮城県山元町の山元トレーニングセンターの短期放牧を挟んだ。ジャパンカップは小島によれば「菊花賞の頃から、馬が本当にグングンよくなってきているんだ。伸び盛りの成長の芽を摘みたくなかった。それが唯一最大の理由」として見送り、暮れの有馬記念（GI）に参戦。菊花賞は超スローペースでの決着だったことからフロック視される事もあった。なお回避したジャパンカップでは、菊花賞で下したジャングルポケットがテイエムオペラオー、ナリタトップロード、ステイゴールド、メイショウドトウなどを下して優勝した。
12月23日の有馬記念（GI）は13頭立てのレースとなった。人気を集めたのはこのレースを最後に　引退するテイエムオペラオーとメイショウドトウだった。テイエムオペラオーはこの年の天皇賞（春）優勝馬、メイショウドトウは同宝塚記念優勝馬であり、前年から今年の宝塚記念の間のGIレースでは6戦連続でワンツーフィニッシュを決めていた。テイエムオペラオー1.8倍、メイショウドトウ5.5倍に対してマンハッタンカフェは7.1倍の3番人気だった。以下7.5倍でナリタトップロード、15倍でトウカイオーザ、17倍でトゥザヴィクトリーなどと続いていた。
4枠4番からスタート、中団外側のメイショウドトウ、中団後方のテイエムオペラオーの後方、最後方集団で待機した。トゥザヴィクトリーがスローペースで逃げた事で後方勢は不利な立場だった。2周目の第3コーナーから後方勢は外から進出を開始。逃げるトゥザヴィクトリーを目指してまずメイショウドトウが行き、それをテイエムオペラオーが追い、さらにマンハッタンカフェが追う形になった。
前を行くメイショウドトウとテイエムオペラオーの進出は、先頭のトゥザヴィクトリーや2番手で先行するアメリカンボスをまくるほどの勢いではなかった。そんな中マンハッタンカフェは2頭の外に持ち出し、直線で末脚を発揮。2頭を抜き去り先行するトゥザヴィクトリーに取り付くとまもなく差し切り後方に1馬身4分の1差をつけて決勝線通過。テイエムオペラオーのシンボリルドルフ越えとなるGI8勝の新記録樹立を阻止した。
前走の菊花賞に続きGI連勝、3歳馬による有馬記念優勝は1998年グラスワンダー以来史上13頭目。また1995年のマヤノトップガン以来史上5頭目となる同一年の菊花賞と有馬記念優勝を成し遂げた。さらに、蛯名、西川、小島は有馬記念初優勝、社台ファームは1986年ダイナガリバー以来の2勝目。そしてサンデーサイレンス産駒では有馬記念初優勝となり、産駒の旧八大競走全制覇を成し遂げている。
また2着は先行してトゥザヴィクトリーを終いでかわし、テイエムオペラオーとメイショウドトウに先着した最低13番人気のアメリカンボスだった。アメリカンボスが絡んだことで高配当が生まれ、枠番連勝1-4は2万円超、馬番連勝は4万8千円超となり、共に有馬記念歴代最高配当となっている。この年の9月11日には、マンハッタンのワールドトレードセンターほか、アメリカ各地でテロが発生するアメリカ同時多発テロ事件が起こっていた。この年の競馬では10月の秋華賞「テイエムオーシャン - ローズバド」はあったが、それに続く「マンハッタンカフェ-アメリカンボス」であり、テロを想起させる結果となった。
この年のJRA賞では年度代表馬部門で全283票中30票、最優秀3歳部門で43票を集めたが、いずれもジャングルポケットが選出され、受賞には至らなかった。

### 4歳（2002年）

#### 日経賞
この年は、まず天皇賞（春）を目指した。始動戦は阪神大賞典の予定もあったが「有馬記念と同じ距離ですし、関東のお客さんに見てもらえる」（小島）として3月23日、中山競馬場の日経賞（GII）での始動となる。しかしこの頃は蹄の不安に悩まされ、さらに2月13日の帰厩直後には再三の食欲不振にも見舞われた。それでも調整を続けて当日には万全に仕上がったと小島は考えていた。小島は蛯名に「GIのつもりでビッシリ乗ってこい」と指示。当日は良馬場だったが小雨が降ったことで芝の表面だけが水に濡れ、末脚を発揮しにくい上滑りする馬場となった。8頭立てのレースとなり、ロードフォレスター、タップダンスシチーなどに対して単勝オッズ1.2倍の1番人気だった。
トーホウシデンがスローペースで逃げるのを後方3番手で追走。第3コーナーから大外に持ち出して進出を試みるも促されても前方との距離を縮められなかった。直線に入っても盛り返すことができず、後方のまま決勝線を通過。アクティブバイオ、タップダンスシチー、コイントスの先頭争いに約3馬身以上後れを取る6着に敗退した。蛯名は最終コーナーで後ろ脚の感触に違和感を覚え、後ろを振り向く仕草をしている。蛯名曰く「誰かに乗りかけられたのかと思った」ほどの感触だったが、故障は見られなかった。

#### 天皇賞（春）
続く天皇賞（春）は関西の京都競馬場で行われるため、東西輸送が必要だった。そこで陣営は前年の菊花賞と同様に早めの移動と栗東滞在からの京都輸送という作戦を実行する。4月4日に栗東に入厩し、3週間の滞在を経ての参戦となった。4月28日の本番は11頭立てのレースとなる中、マンハッタンカフェと前年のJRA賞を譲った同期のジャングルポケット、1999年の菊花賞を優勝した6歳のナリタトップロードの3頭が人気の中心だった。ジャングルポケットとナリタトップロードは共に阪神大賞典に出走し、ナリタトップロードがジャングルポケットに2馬身差をつけて勝利していた。人気は京都記念から2連勝中のナリタトップロードが2.7倍、マンハッタンカフェが2.9倍、ジャングルポケットが3.5倍となる。。開催3日前に雨が降ったものの馬場が回復。当日は良馬場での開催だった。

4枠4番から好スタートを切ったが、控えて中団を確保。近くにナリタトップロードとジャングルポケットがおり、人気3頭が中団にひとかたまりとなってエリモブライアンがスローペースで逃げるのを追走。2周目の第3コーナーから各々先頭エリモブライアンに接近し、人気3頭も進出を開始する。内からマンハッタンカフェ、ジャングルポケット、ナリタトップロードまで横並びだった。最終コーナーでは逃げるエリモブライアンに外からボーンキングとキングザファクトが並んで先頭を争っており、その背後に人気3頭が揃って迫っていた。まず外のナリタトップロードが進出し、先頭の外側を担うキングザファクトに外から接近。
ところがキングザファクトがコーナーを外側に膨れながら回り、ナリタトップロードもやや外側に張り出されながら直線に向く。後れを取ったジャングルポケットは張り出されたナリタトップロードの外から追い上げる形となった。一方マンハッタンカフェはキングザファクトが膨れたことで内側に生まれた空間に入り込み、スムーズにコーナーを回っていた。直線では人気3頭が優勢となる。末脚比べとなったが、マンハッタンカフェが内側から抜け出した。外から後れて2頭が追い込んで来たが先頭を守りきりジャングルポケットにクビ差、ナリタトップロードに半馬身以上差をつけて決勝戦を通過した。
GI3連勝で天皇賞勝利。1997年マヤノトップガン以来5年ぶりとなる菊花賞優勝馬の天皇賞（春）優勝、1994年ビワハヤヒデ以来8年ぶりとなる前年菊花賞優勝馬の天皇賞（春）優勝を果たした。さらに前年秋の菊花賞から暮れの有馬記念、翌春の天皇賞（春）の3戦で優勝を果たしたのは1984年秋から85年春にかけて達成したシンボリルドルフ以来2頭目となった。また、井崎脩五郎が本馬が引退後に発行された雑誌に掲載した連載エッセー「僕のはなしを聞きなさい」（表題：「菊花賞→有馬記念→天皇賞（春）… “3タテ”は皇帝級の大仕事」）では3歳時で菊花賞と有馬記念を制覇した5頭（イシノヒカル、シンボリルドルフ、ナリタブライアン、マヤノトップガン、マンハッタンカフェ）全てが明け4歳時に天皇賞（春）を目指したことについて触れ、天皇賞（春）に不出走および敗れた3頭は脚部不安や故障などで、3つとも制覇した2頭は天皇賞（春）勝利後は必ずしも順調ではなかったと言及。井崎はこのエッセイの文末で「3歳時に菊花賞、有馬記念連覇は、過酷な負荷であり、その後の順調さを奪うことかもしれない。そして、その負荷を厭（いと）わず、大仕事を成し遂げたのが、シンボリルドルフとマンハッタンカフェであるということである。」と締め括っている。西川は天皇賞初優勝。蛯名は1996年秋バブルガムフェロー以来の天皇賞2勝目。小島は調教師として初勝利。1986年秋にサクラユタカオー、1995年秋にサクラチトセオーの騎手として優勝しており、騎手と調教師両方の立場で天皇賞優勝を達成した。

#### 夏休み
日経賞の不調を取り戻して優勝した天皇賞（春）だったが実際のところは出走する直前まで不調は続いており、蹄の不安もあり「ギリギリまで出否を迷ったほど」（小島）という万全とは言えない状態で出走、優勝を果たした。そのため続く宝塚記念は回避。北海道の社台ファームで放牧に出された。陣営は当初秋の目標を天皇賞（秋）やジャパンカップ、すなわち国内専念と考えていた。
しかし春から夏にかけて体質に改善が見られるようになる。まず、天皇賞（春）から美浦を経由して放牧地の北海道に輸送されても体重が減らなかった。それから放牧中のトレーニングで「さらにドシっとした」（小島）、「ずいぶんパワーアップ（中略）今年は芯がしっかりした感じ」（猿倉）と言われるまで成長する。そこで陣営は、これまで避けてきた長距離の遠征への挑戦を決意。当初の国内専念宣言を翻し、フランスの凱旋門賞参戦が8月8日に発表された。
凱旋門賞参戦は、共同オーナーとなった社台ファームの吉田照哉の希望によるものだったという。マンハッタンカフェが夏休みを過ごす8月、社台は種牡馬サンデーサイレンスを喪っていた。社台が日本で大繁栄を遂げたサンデーサイレンスと次に目指すのは外国であり、外国の大レースに遠征して活躍し、名を売る必要があった。吉田は「（マンハッタンカフェは）私は凱旋門賞でも勝ち負けになると思っている（中略）マンハッタンカフェが凱旋門賞を勝ったら、欧州では大変な騒ぎになるでしょうし、それがサンデーサイレンスに対しての最大の恩返しになる」と考えていた。
凱旋門賞は小島にとっても騎手時代に騎乗したかったレースの一つだった。調教師としても1997年にサクラローレルで遠征していたが、前哨戦のフォワ賞で故障し引退、出走は叶わなかった。蛯名は1999年にエルコンドルパサーで参戦しモンジューに半馬身届かず2着敗退、それ以来の参戦だった。オーナーの西川は当初は遠征に反対していたが、吉田と小島が乗り気だったため「2対1じゃあ仕方ない」と折れて遠征が実現することとなった。

#### 凱旋門賞

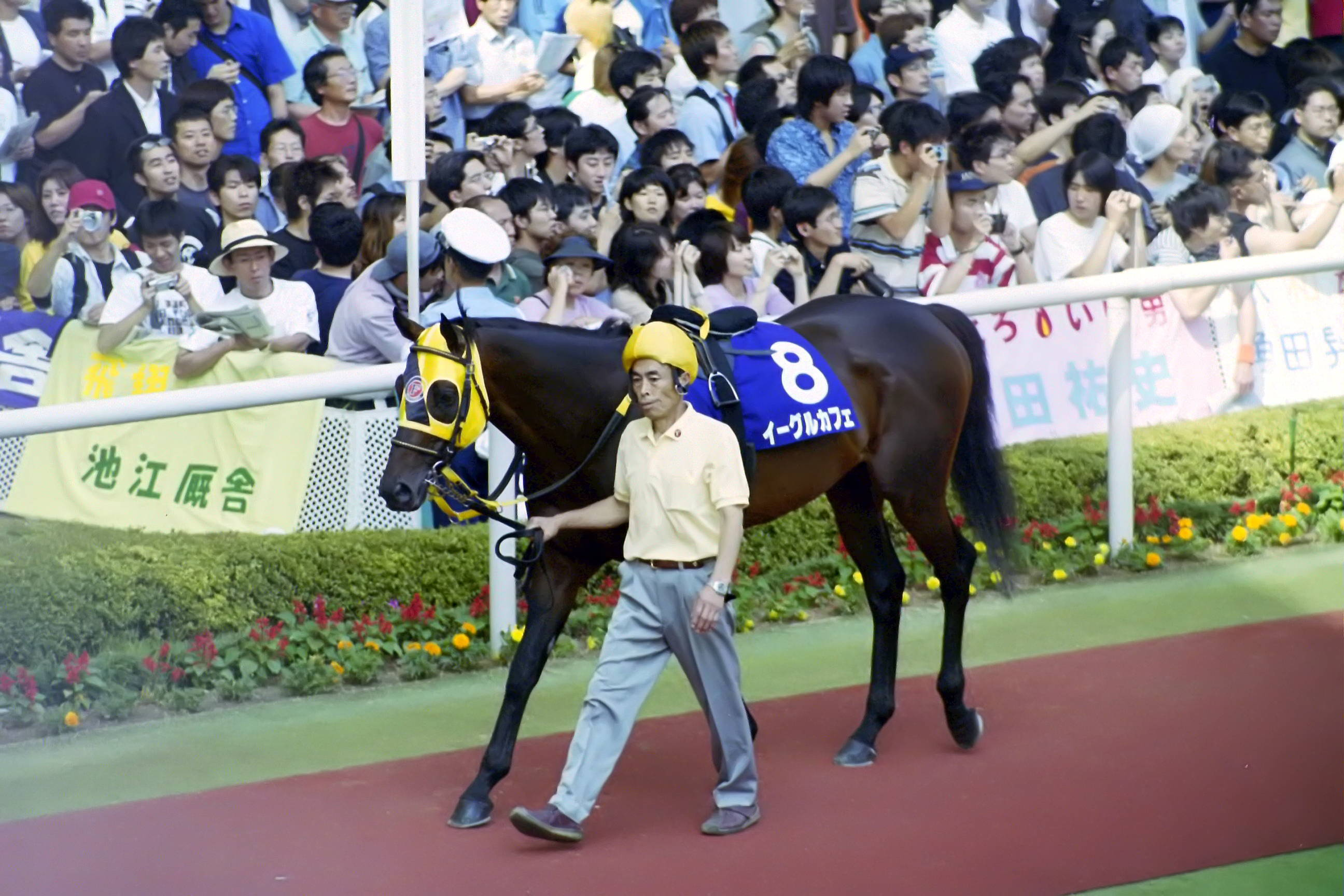
イーグルカフェ

遠征には、同じく西川所有で小島厩舎所属のイーグルカフェが帯同馬を担った。社台ファームで調整されたマンハッタンカフェは、8月28日に美浦に帰厩、午後から輸出検疫所にイーグルカフェとともに入った。9月4日、成田国際空港から出国し、アンカレッジ経由でフランスに向かった。

フランスではシャンティイ調教場のリチャード・ギブソン厩舎に滞在。成長したマンハッタンカフェは輸送にも耐え、調整も順調で万全に仕上げられた。10月6日に行われたロンシャン競馬場の凱旋門賞（G1）は6ヶ国から16頭が参戦。人気を集めたのはアイルランドダービー優勝馬のハイシャパラルとフランスダービー優勝馬のスラマニ。それから前年2着のアクアレリスト、ヨークシャーオークス優勝馬のイズリントンと続き、マンハッタンカフェは5番人気だった。
好スタートから馬群の外側4番手を追走。しかし鈍く、直線に入る前にステッキが入るも伸びず後退。終いは促されることもなく先頭で決勝線を通過したマリエンバードに大きく後れを取る13着に敗退した。失速の原因は故障であり、レース後に左前脚に屈腱炎の兆候が判明。検査を前に即引退となった。
12月22日の有馬記念当日の中山競馬場にて、引退式が行われた。前年の有馬記念のゼッケン「4」を着用し、青帽子と勝負服を纏った蛯名を馬上に迎えた姿が披露された。蛯名を背中にこそ乗せたが怪我のために自らの脚で走ることはできず、人に曳かれるだけだった。この年のJRA賞では、全281票中146票を集めて最優秀4歳以上牡馬を受賞している。

## 種牡馬時代
引退後は山元トレーニングセンターを経由して、北海道安平町の社台スタリオンステーションに移動。社台スタリオンステーションで翌2003年から種牡馬として供用された。初年度から200頭を超える繁殖牝馬を集め続け、2007年と2008年は150頭前後に落ち着いたが、2009年から再び200頭超えに回復。2013年には再び200頭を割り込み164頭、翌2014年は113頭だった。2015年になると体調不良や免疫低下に見舞われながら種付けを続け、126頭と交配し繁殖シーズンを全う。しかしシーズン終了後に衰弱が進み、2015年8月13日、社台スタリオンステーションでの放牧中に17歳で死亡した。死後の解剖により、死因は腹腔内の腫瘍と判明した。
産駒は2006年から日本競馬で走っている。複数の世代が揃った2009年には日本のリーディングサイアーとなった。初年度から重賞優勝産駒を輩出した。3年目産駒のジョーカプチーノが2009年のNHKマイルカップを優勝、レッドディザイアは2009年の秋華賞を優勝した。5年目産駒のグレープブランデーは2011年のジャパンダートダービーと2013年のフェブラリーステークスを優勝。9年目産駒のクイーンズリングは2016年のエリザベス女王杯を優勝している。また4年目産駒のヒルノダムールは2011年の天皇賞（春）を優勝し、史上2組目となる天皇賞（春）父仔制覇を果たすと父と同じく凱旋門賞にも参戦した。
産駒は多数繁殖牝馬となっており、ブルードメアサイアーとしての産駒が2011年から日本競馬で走っている。重賞優勝産駒も多数おり、テーオーケインズが2021年の帝王賞とチャンピオンズカップ、2022年のJBCクラシックを優勝。メイショウハリオが2022年の帝王賞を優勝している。

## 競走成績
以下の内容は、netkeiba.com並びにJBISサーチ、『優駿』の情報に基づく。
| 競走日 | 競走日 | 競走日 | 競馬場     | 競走名           | 格   | 距離 （馬場） | 頭 数 | 枠 番 | 馬 番 | オッズ （人気） | 着順 | タイム （上り3F） | 着差 | 騎手     | 斤量 [kg] | 1着馬 （2着馬）        | 馬体重 [kg] |
| ------ | ------ | ------ | ---------- | ---------------- | ---- | ------------- | ----- | ----- | ----- | --------------- | ---- | ----------------- | ---- | -------- | --------- | ---------------------- | ----------- |
| 2001.  | 01.    | 29     | 東京       | 3歳新馬          |      | 芝2000m（重） | 15    | 5     | 9     | 04.0（2人）     | 03着 | 2:06.5 (34.9)     | -0.2 | 蛯名正義 | 55        | トレジャー             | 498         |
|        | 02.    | 11     | 東京       | 3歳新馬          |      | 芝1800m（良） | 16    | 3     | 5     | 01.7（1人）     | 01着 | 1:49.8 (35.5)     | -0.3 | 蛯名正義 | 55        | （イサオヒート）       | 492         |
|        | 03.    | 04     | 中山       | 弥生賞           | GII  | 芝2000m（不） | 8     | 7     | 7     | 21.4（5人）     | 04着 | 2:06.8 (38.4)     | -1.1 | 蛯名正義 | 55        | アグネスタキオン       | 472         |
|        | 04.    | 07     | 阪神       | アザレア賞       | 5下  | 芝2000m（良） | 16    | 5     | 10    | 04.0（2人）     | 11着 | 2:03.7 (35.9)     | -1.2 | 河内洋   | 55        | シノグラフィー         | 456         |
|        | 08.    | 04     | 札幌       | 富良野特別       | 5下  | 芝2600m（良） | 12    | 5     | 6     | 02.0（1人）     | 01着 | 2:43.5 (35.6)     | -0.3 | 蛯名正義 | 54        | （シュプリゲン）       | 502         |
|        | 08.    | 26     | 札幌       | 阿寒湖特別       | 10下 | 芝2600m（良） | 12    | 3     | 3     | 01.8（1人）     | 01着 | 2:43.1 (35.8)     | -0.1 | 蛯名正義 | 54        | （トーセンサンダー）   | 500         |
|        | 09.    | 16     | 中山       | セントライト記念 | GII  | 芝2200m（稍） | 16    | 7     | 14    | 05.3（3人）     | 04着 | 2:13.8 (36.3)     | -0.7 | 二本柳壮 | 56        | シンコウカリド         | 490         |
|        | 10.    | 21     | 京都       | 菊花賞           | GI   | 芝3000m（良） | 15    | 2     | 2     | 17.1（6人）     | 01着 | 3:07.2 (34.0)     | -0.1 | 蛯名正義 | 57        | （マイネルデスポット） | 494         |
|        | 12.    | 23     | 中山       | 有馬記念         | GI   | 芝2500m（良） | 13    | 4     | 4     | 07.1（3人）     | 01着 | 2:33.1 (33.9)     | -0.2 | 蛯名正義 | 55        | （アメリカンボス）     | 504         |
| 2002.  | 03.    | 23     | 中山       | 日経賞           | GII  | 芝2500m（良） | 8     | 8     | 8     | 01.2（1人）     | 06着 | 2:37.5 (34.9)     | -0.5 | 蛯名正義 | 58        | アクティブバイオ       | 510         |
|        | 04.    | 28     | 京都       | 天皇賞（春）     | GI   | 芝3200m（良） | 11    | 4     | 4     | 02.9（2人）     | 01着 | 3:19.5 (34.1)     | -0.0 | 蛯名正義 | 58        | （ジャングルポケット） | 504         |
|        | 10.    | 06     | ロンシャン | 凱旋門賞         | G1   | 芝2400m（良） | 16    | 12    | 8     |                 | 13着 | 2:29.7            | -3.0 | 蛯名正義 | 59.5      | Marienbard             | 計不        |

## 種牡馬成績

### 年度別成績
以下の内容は、JBISサーチの情報に基づく。
| 種付年度 | 種付頭数 | 生産頭数 | 血統登録頭数 | 出走頭数 | 勝馬頭数 | 重賞勝馬頭数 | AEI  | CPI  |
| -------- | -------- | -------- | ------------ | -------- | -------- | ------------ | ---- | ---- |
| 2003     | 211      | 151      | 146          | 129      | 82       | 4            | 1.58 |      |
| 2004     | 206      | 150      | 143          | 124      | 78       | 3            | 1.04 |      |
| 2005     | 221      | 154      | 152          | 127      | 79       | 8            | 2.25 |      |
| 2006     | 201      | 135      | 131          | 120      | 75       | 6            | 1.89 |      |
| 2007     | 164      | 120      | 114          | 105      | 74       | 6            | 1.89 |      |
| 2008     | 154      | 104      | 102          | 90       | 53       | 3            | 1.29 |      |
| 2009     | 196      | 115      | 113          | 102      | 58       | 0            | 1.25 |      |
| 2010     | 207      | 143      | 139          | 123      | 75       | 0            | 1.11 |      |
| 2011     | 202      | 142      | 137          | 125      | 75       | 4            | 1.45 |      |
| 2012     | 200      | 136      | 135          | 111      | 71       | 2            | 1.28 |      |
| 2013     | 164      | 107      | 107          | 92       | 64       | 5            | 1.53 |      |
| 2014     | 113      | 66       | 65           | 56       | 38       | 2            | 1.17 |      |
| 2015     | 126      | 46       | 46           | 45       | 31       | 0            | 1.09 |      |
| 合計     | 合計     | 合計     | 1530         | 1349     | 853      | 43           | 1.47 | 1.45 |

- 情報は、2022年10月27日時点。
- 出走頭数、勝馬頭数、重賞勝馬頭数、アーニングインデックス、コンパラブルインデックスは、平地競走に限る。

### 主な産駒

#### GI級競走優勝産駒
GI級競走は、太字強調にて示す。外国重賞には、その競走が行われた場所の国旗を充てる。
- 2006年産
  - レッドディザイア（2009年秋華賞、2010年マクトゥームチャレンジラウンド3）- 母父:Caerleon
  - ジョーカプチーノ（2009年ファルコンステークス、NHKマイルカップ、2011年シルクロードステークス）- 母父:フサイチコンコルド
- 2007年産
  - ヒルノダムール（2011年産経大阪杯、天皇賞（春））- 母父:ラムタラ
- 2008年産
  - グレープブランデー（2011年ジャパンダートダービー、2013年東海ステークス、フェブラリーステークス）- 母父:ジャッジアンジェルーチ
- 2012年産
  - クイーンズリング（2015年フィリーズレビュー、2016年京都牝馬ステークス、府中牝馬ステークス、エリザベス女王杯）- 母父:Anabaa

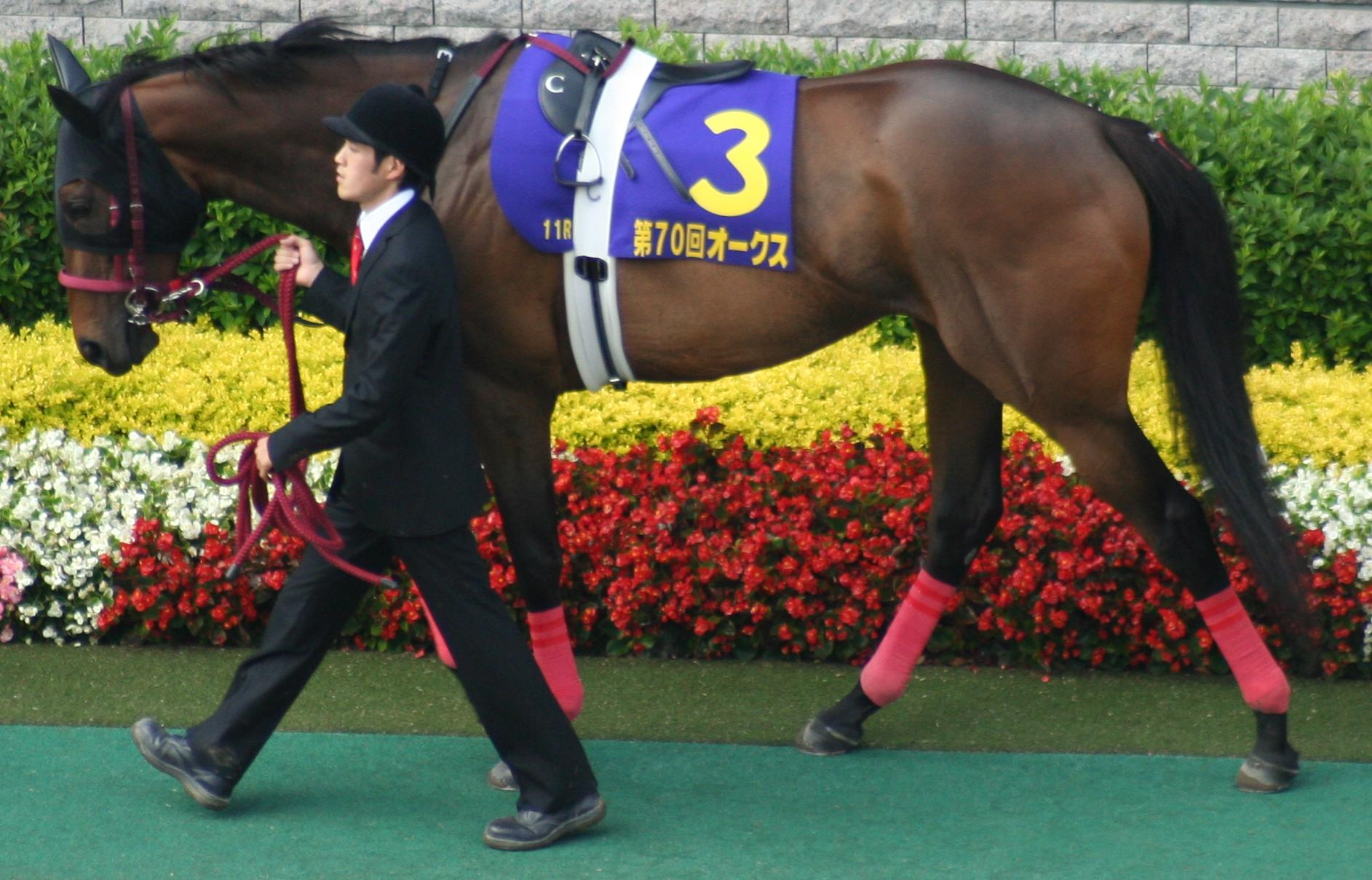
レッドディザイア（2006年産）
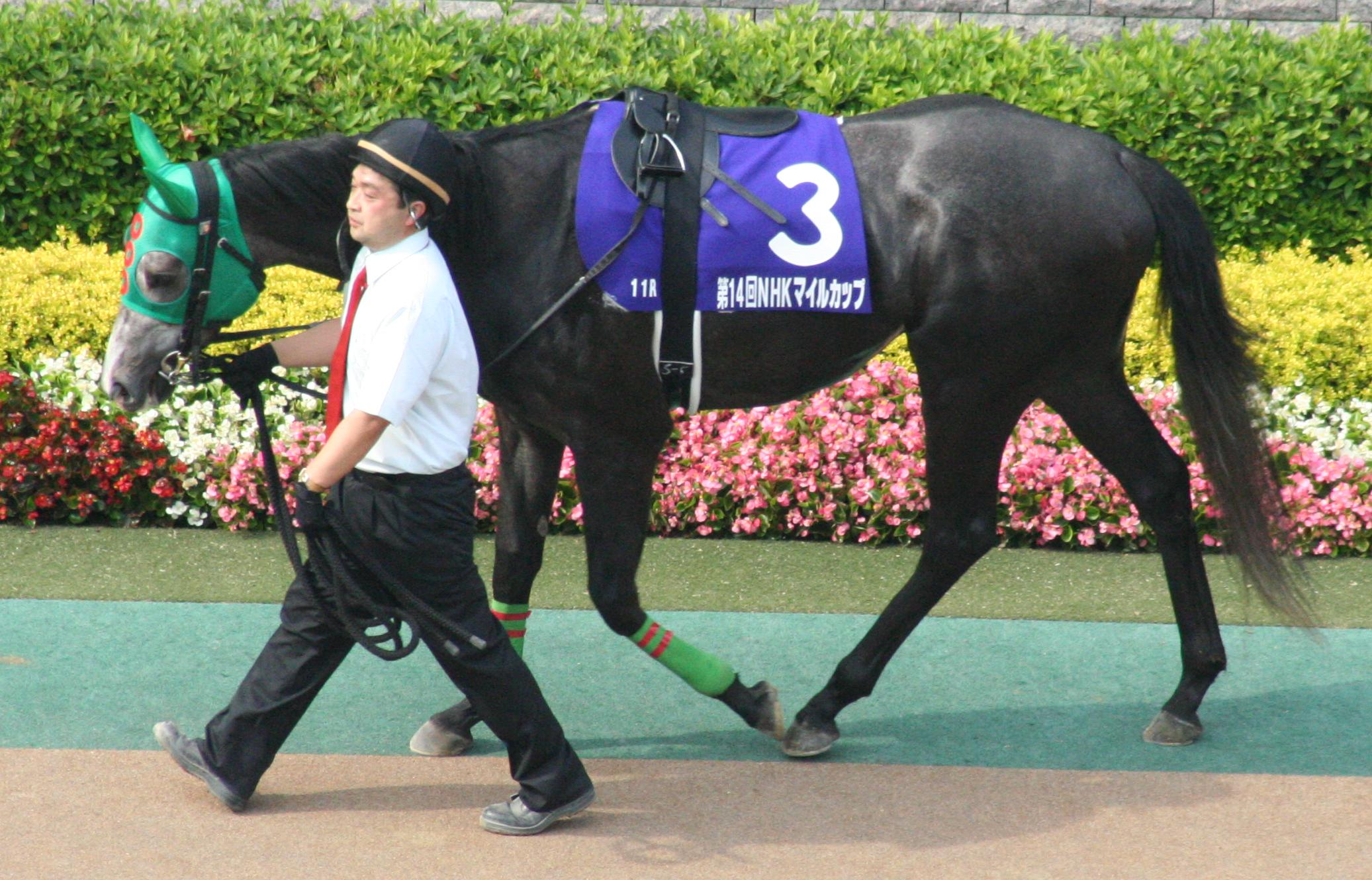
ジョーカプチーノ（2006年産）
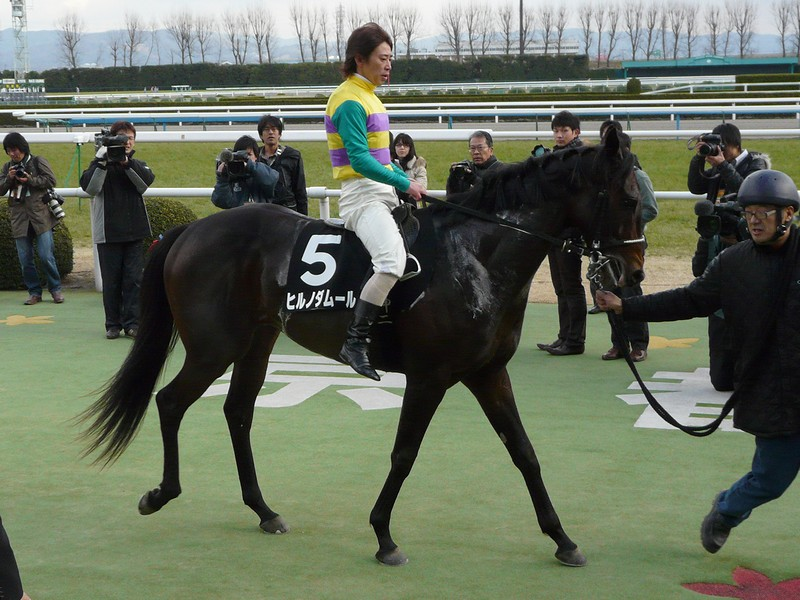
ヒルノダムール（2007年産）
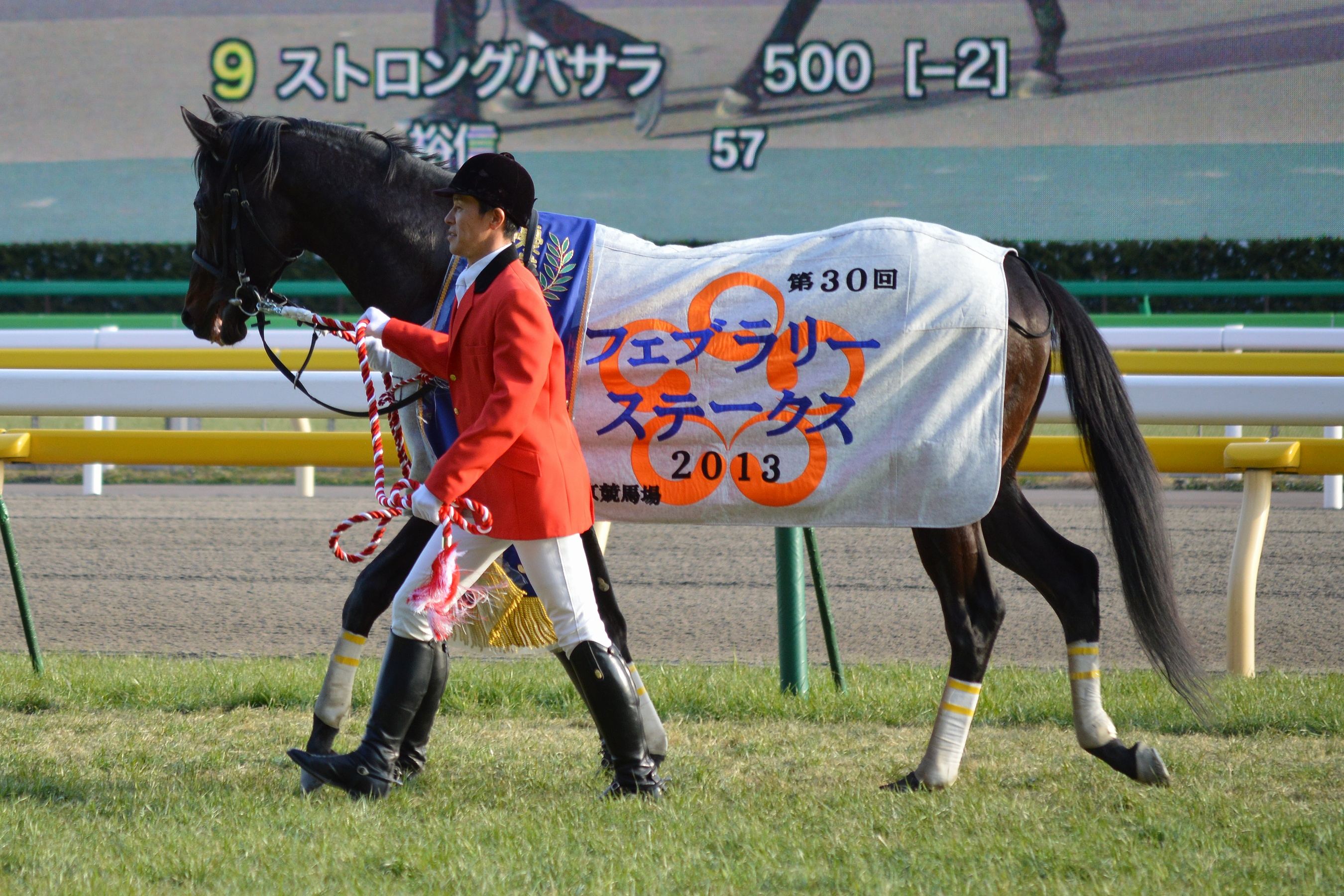
グレープブランデー（2008年産）
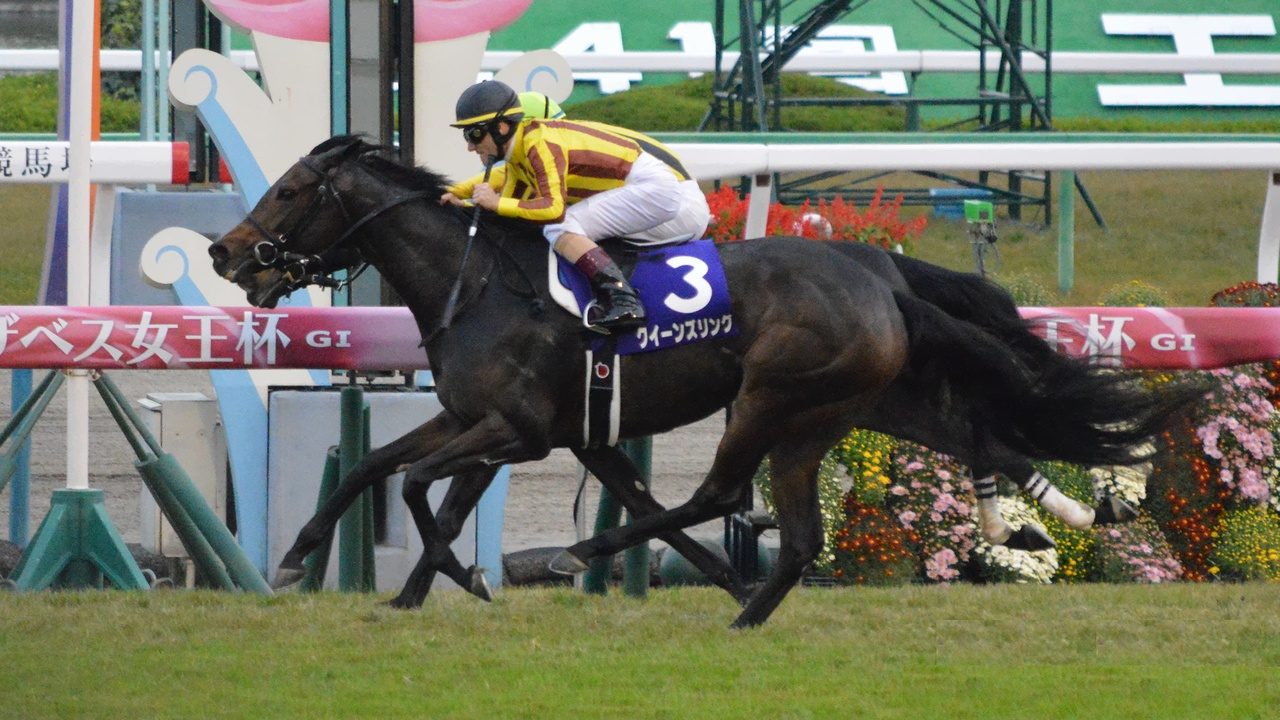
クイーンズリング（2012年産）

#### グレード制重賞優勝産駒
- 2004年産
  - セラフィックロンプ（2008、2010年愛知杯）- 母父:ロイヤルスキー
  - マンハッタンスカイ（2008年福島記念）- 母父:Go for Gin
  - アーバニティ（2009年オーシャンステークス）- 母父:Affirmed
- 2005年産
  - オリエンタルロック（2007年札幌2歳ステークス）- 母父:Mt. Livermore
  - レッドアゲート（2008年フローラステークス）- 母父:スキャン
  - メイショウクオリア（2008年京都新聞杯）- 母父:Rahy
- 2006年産
  - アントニオバローズ（2009年シンザン記念）- 母父:Kingmambo
  - ベストメンバー（2009年京都新聞杯）- 母父:サクラユタカオー
  - イコピコ（2009年神戸新聞杯）- 母父:ジェイドロバリー
  - テイエムオーロラ（2010年府中牝馬ステークス）- 母父:トニービン
  - フミノイマージン（2011年福島牝馬ステークス、マーメイドステークス、愛知杯、2012年札幌記念）- 母父:Dixieland Band
  - エーシンモアオバー（2012年、14年名古屋グランプリ、2013年、14年白山大賞典）- 母父:Rubiano
- 2007年産
  - サンディエゴシチー- 母父:Rahy（2009年札幌2歳ステークス）
  - ガルボ（2010年シンザン記念、2012年東京新聞杯、ダービー卿チャレンジトロフィー、2014年函館スプリントステークス）- 母父:ジェネラス
  - ハンソデバンド（2010年共同通信杯）- 母父:アフリート
  - ゲシュタルト（2010年京都新聞杯）- 母父:エンドスウィープ
  - アロマカフェ（2010年ラジオNIKKEI賞）- 母父:ハートレイク
- 2008年産
  - トレンドハンター（2011年フラワーカップ）- 母父:ブライアンズタイム
  - ショウナンマイティ（2012年産経大阪杯）- 母父:Storm Cat
- 2009年産
  - ラブイズブーシェ（2014年函館記念）- 母父:メジロマックイーン
  - メイショウコロンボ（2014年兵庫ゴールドトロフィー、2015年名古屋大賞典）- 母父:エルハーブ[69]
- 2011年産
  - マドリードカフェ（2017年京都ハイジャンプ）- 母父:フォーティナイナー
- 2012年産
  - ルージュバック（2015年きさらぎ賞、2016年エプソムカップ、毎日王冠、2017年オールカマー）- 母父:Awesome Again
  - シングウィズジョイ（2015年フローラステークス、ターコイズステークス）- 母父:シンボリクリスエス
- 2013年産
  - シャケトラ（2017年日経賞、2019年アメリカジョッキークラブカップ、阪神大賞典）- 母父:Singspiel
- 2014年産
  - アメリカズカップ（2017年きさらぎ賞）- 母父:コロナドズクエスト
  - プラチナムバレット（2017年京都新聞杯）- 母父:ホワイトマズル
  - クイーンマンボ（2017年関東オークス、レディスプレリュード）- 母父:シンボリクリスエス
  - レッドアンシェル（2019年CBC賞、2020年北九州記念）- 母父:Storm Cat
  - デアレガーロ（2019年京都牝馬ステークス）- 母父:Souvenir Copy
- 2015年産
  - メイショウテッコン（2018年ラジオNIKKEI賞、2019年日経賞）- 母父:Lemon Drop Kid

#### 地方重賞優勝産駒
- 2004年産
  - マルノマンハッタン（2007年桜花賞）- 母父:カコイーシーズ
- 2008年産
  - タガノマツカゼ（2014年遠賀川賞）- 母父:ダンシングブレーヴ[70]
  - ボストンリョウマ（2015年桂樹杯）- 母父:ワッスルタッチ[71]
  - バンブーリバプール（2016年九州オールカマー）- 母父:ブロッコ（英語版）[72]
- 2009年産
  - アートサハラ（2012年羽田盃）- 母父:ラシアンルーブル[73]
- 2012年産
  - レジェンドロック- 母父:トニービン（2015年せきれい賞、サファイア賞、はまなす賞）[74]
- 2015年産
  - ベルセルク（2018年飛燕賞）- 母父:サクラバクシンオー[75]

### 母の父としての産駒

#### グレード制重賞優勝産駒
太字はGI・JpnI競走を示す。
- 2011年産
  - ショウナンラグーン（2014年青葉賞）- 父:シンボリクリスエス
- 2012年産
  - ノットフォーマル（2015年フェアリーステークス）- 父:ヴァーミリアン
- 2013年産
  - ダンツプリウス（2016年ニュージーランドトロフィー）- 父:ブライアンズタイム
- 2016年産
  - ランスオブプラーナ（2019年毎日杯）- 父:ケープブランコ
  - レッドジェニアル2019年京都新聞杯）- 父:キングカメハメハ
  - ナムラカメタロー（2020年佐賀記念）- 父:ヨハネスブルグ
  - トーラスジェミニ（2021年七夕賞）- 父:キングズベスト
- 2017年産
  - テーオーケインズ（2021年アンタレスステークス、帝王賞、チャンピオンズカップ、2022年平安ステークス、JBCクラシック）- 父:シニスターミニスター
  - メイショウハリオ（2021年みやこステークス、2022年マーチステークス、2022年・2023年帝王賞連覇、2023年かしわ記念、2025年川崎記念）- 父:パイロ
  - ミスニューヨーク（2021年・2022年ターコイズステークス連覇）- 父:キングズベスト
  - サペラヴィ（2024年阪神ジャンプステークス）- 父:ローズキングダム
- 2018年産
  - リプレーザ（2021年兵庫チャンピオンシップ）- 父:リオンディーズ
  - レイハリア（2021年葵ステークス、キーンランドカップ）- 父:ロードカナロア
  - テーオーロイヤル（2022年・2024年ダイヤモンドステークス、2024年阪神大賞典、2024年天皇賞（春））- 父:リオンディーズ
  - ソウルラッシュ（2022年・2024年マイラーズカップ、2023年京成杯オータムハンデキャップ、2024年マイルチャンピオンシップ、2025年ドバイターフ）- 父:ルーラーシップ
  - ペプチドナイル（2024年フェブラリーステークス）- 父:キングカメハメハ
- 2019年産
  - セイウンハーデス（2023年七夕賞、2025年エプソムカップ）- 父:シルバーステート
- 2020年産
  - タスティエーラ（2023年弥生賞ディープインパクト記念、東京優駿、2025年クイーンエリザベス2世カップ）- 父:サトノクラウン
  - セラフィックコール（2023年みやこステークス、2024年・2025年ダイオライト記念連覇）- 父:ヘニーヒューズ
- 2021年産
  - モズミギカタアガリ（2023年エーデルワイス賞）- 父:グランプリボス
  - サンライズアース（2025年阪神大賞典）- 父:レイデオロ
  - カピリナ（2025年函館スプリントステークス）- 父:ダンカーク
- 2022年産
  - メモリアカフェ（2025年関東オークス）- 父:ナダル

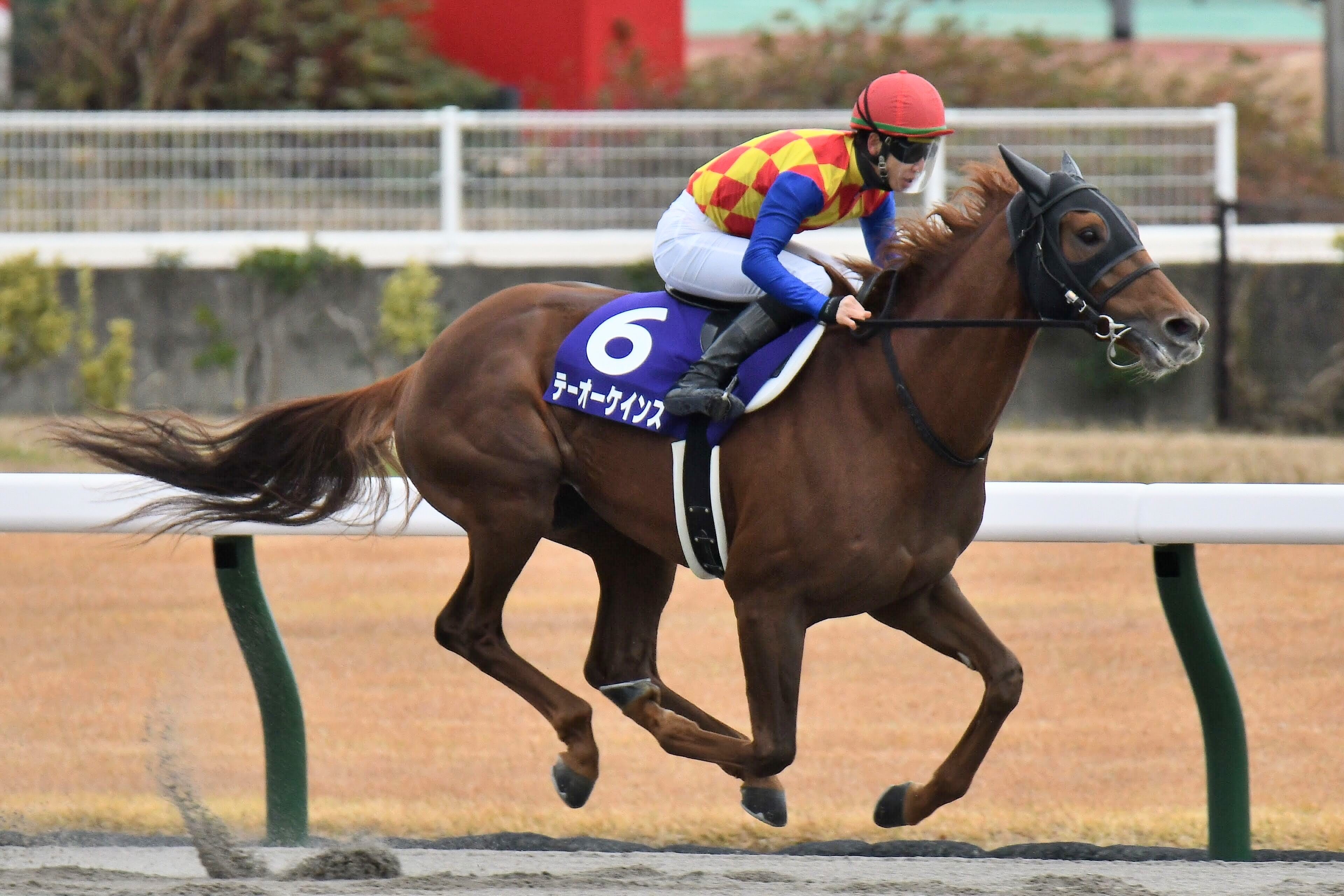
テーオーケインズ
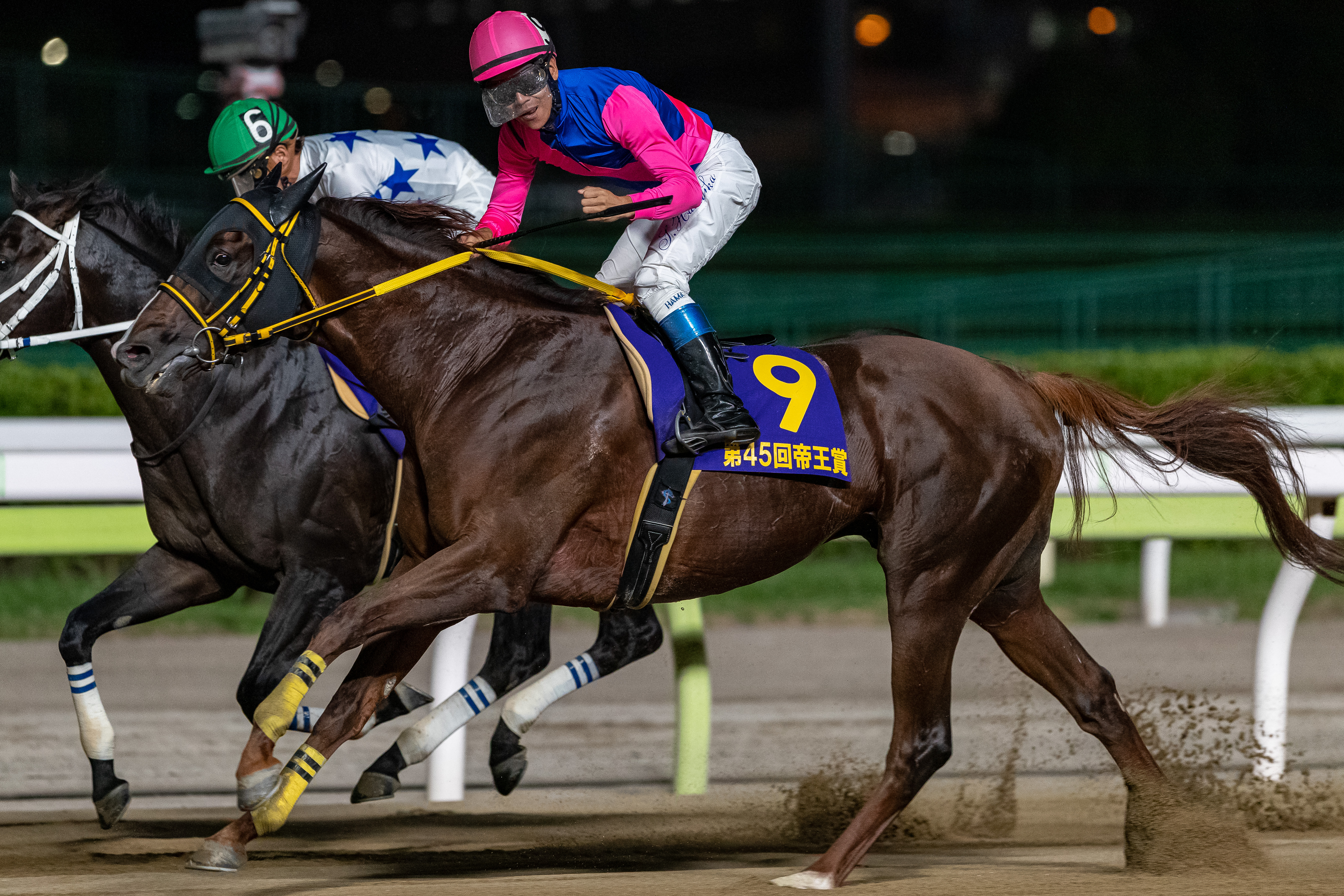
メイショウハリオ
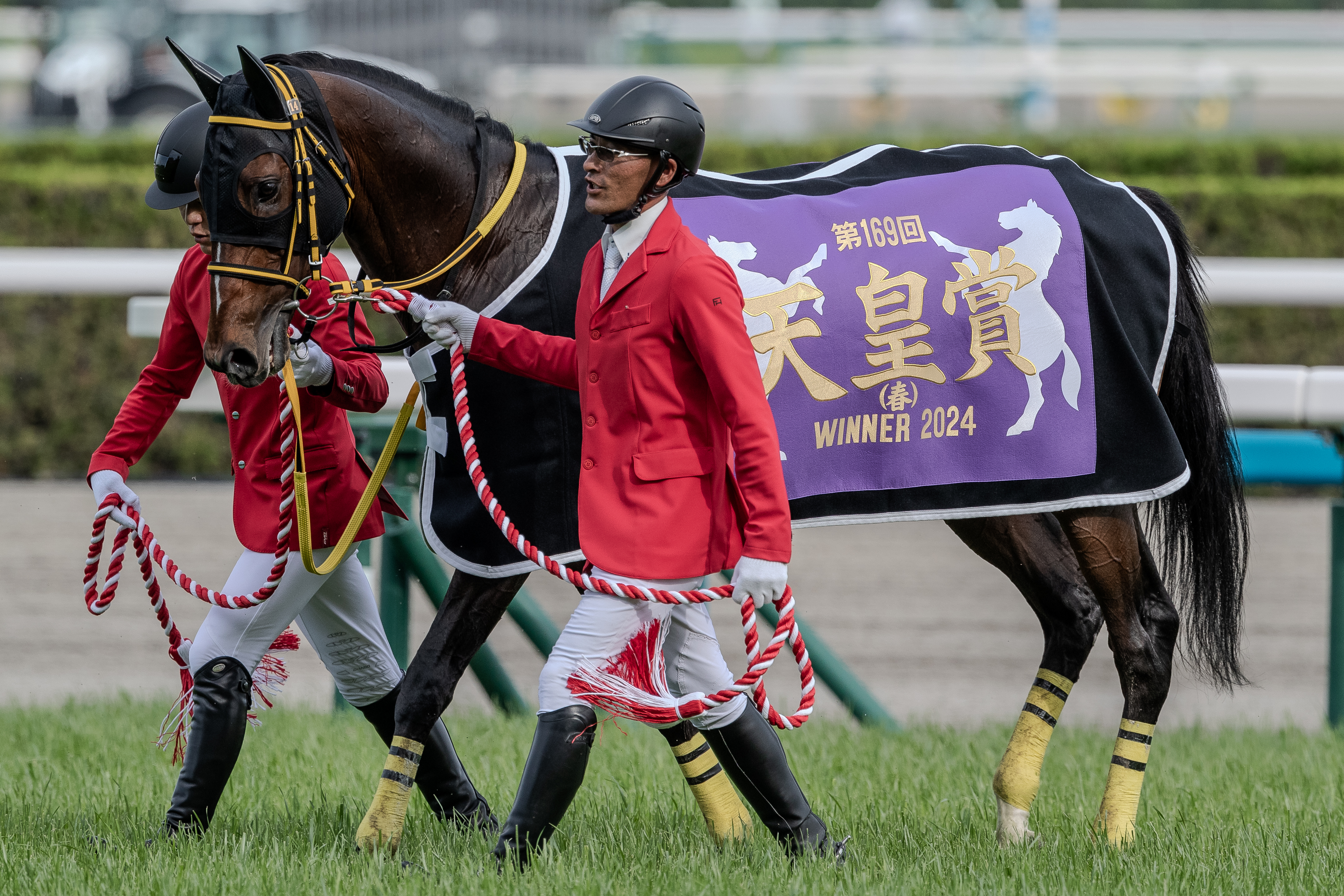
テーオーロイヤル
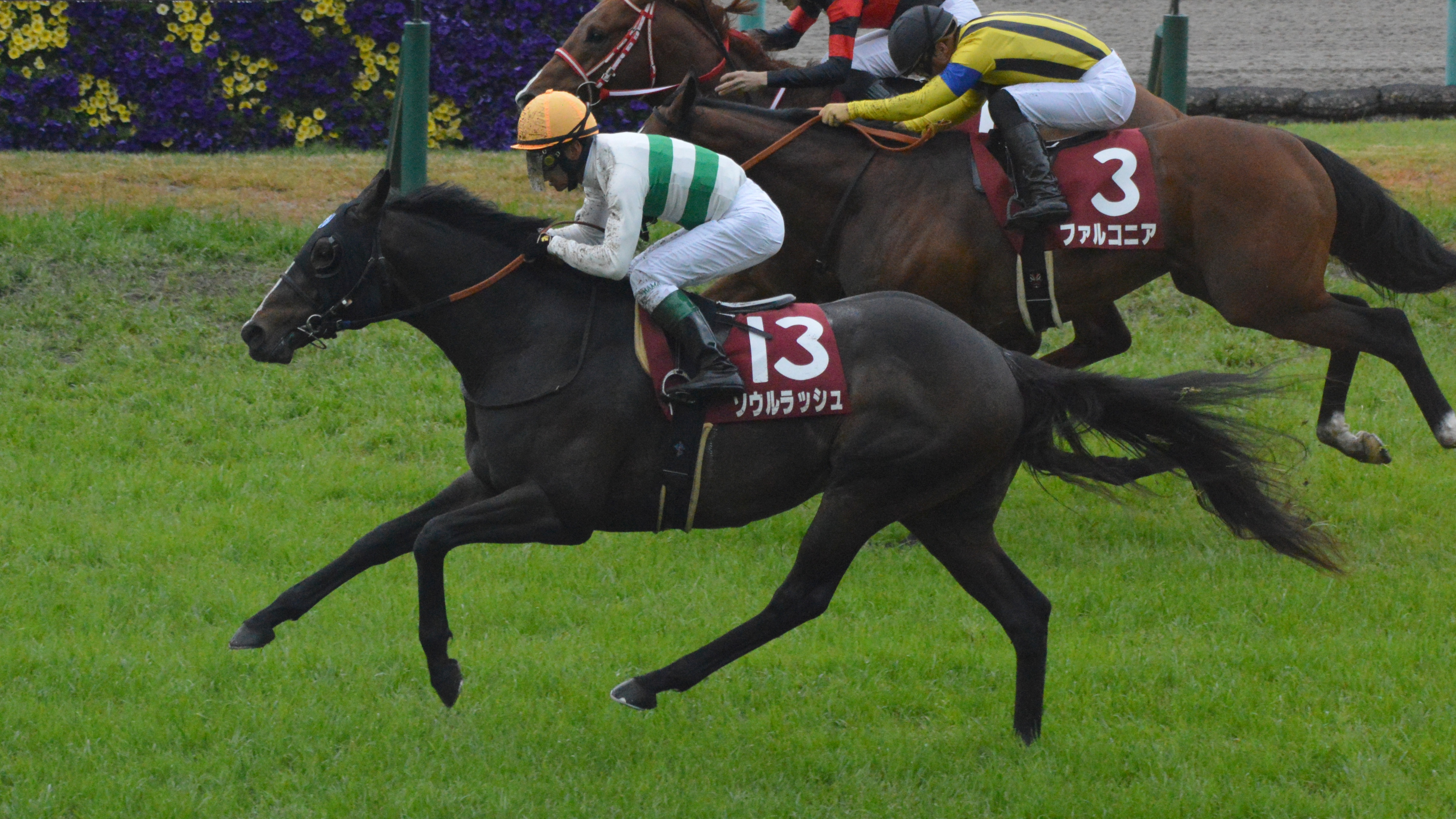
ソウルラッシュ
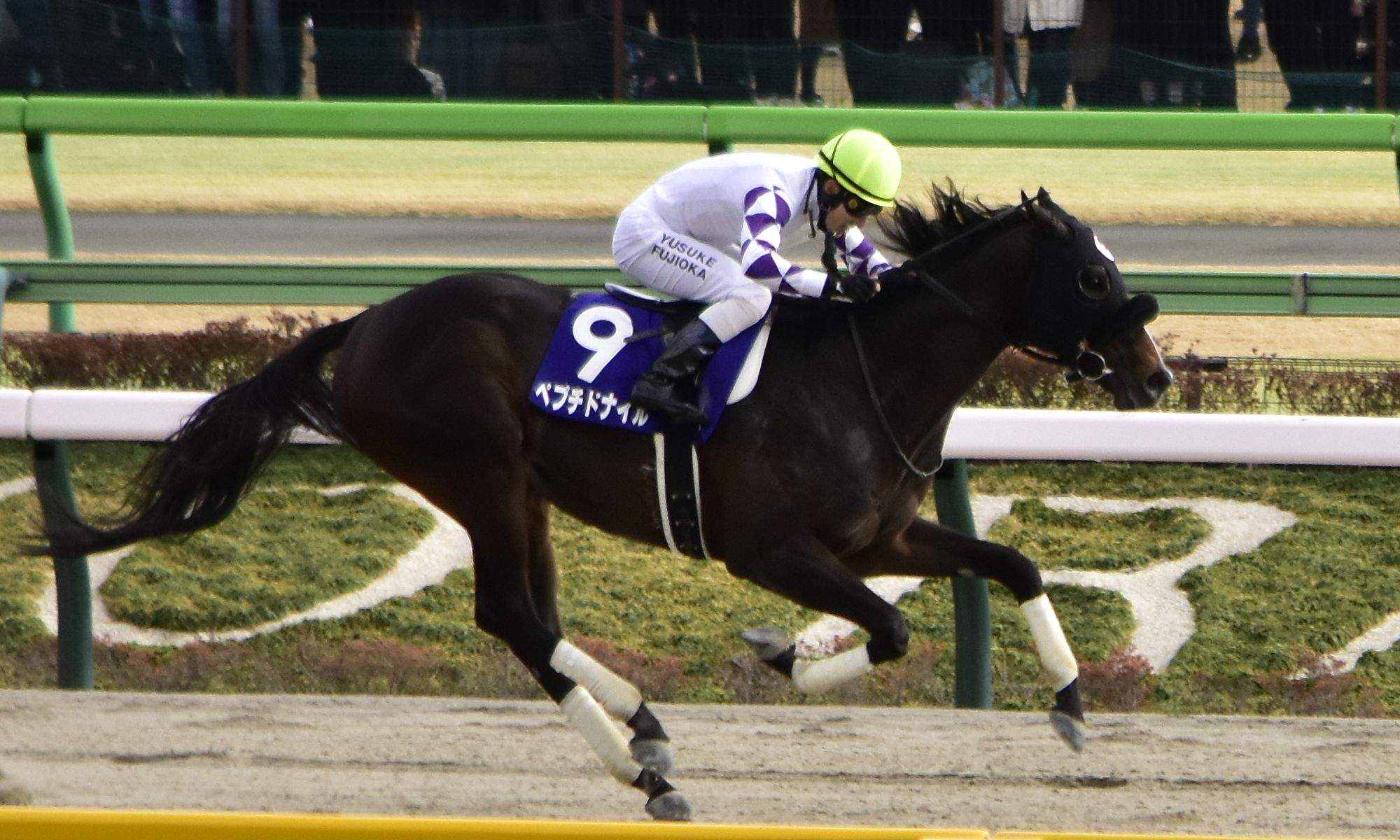
ペプチドナイル
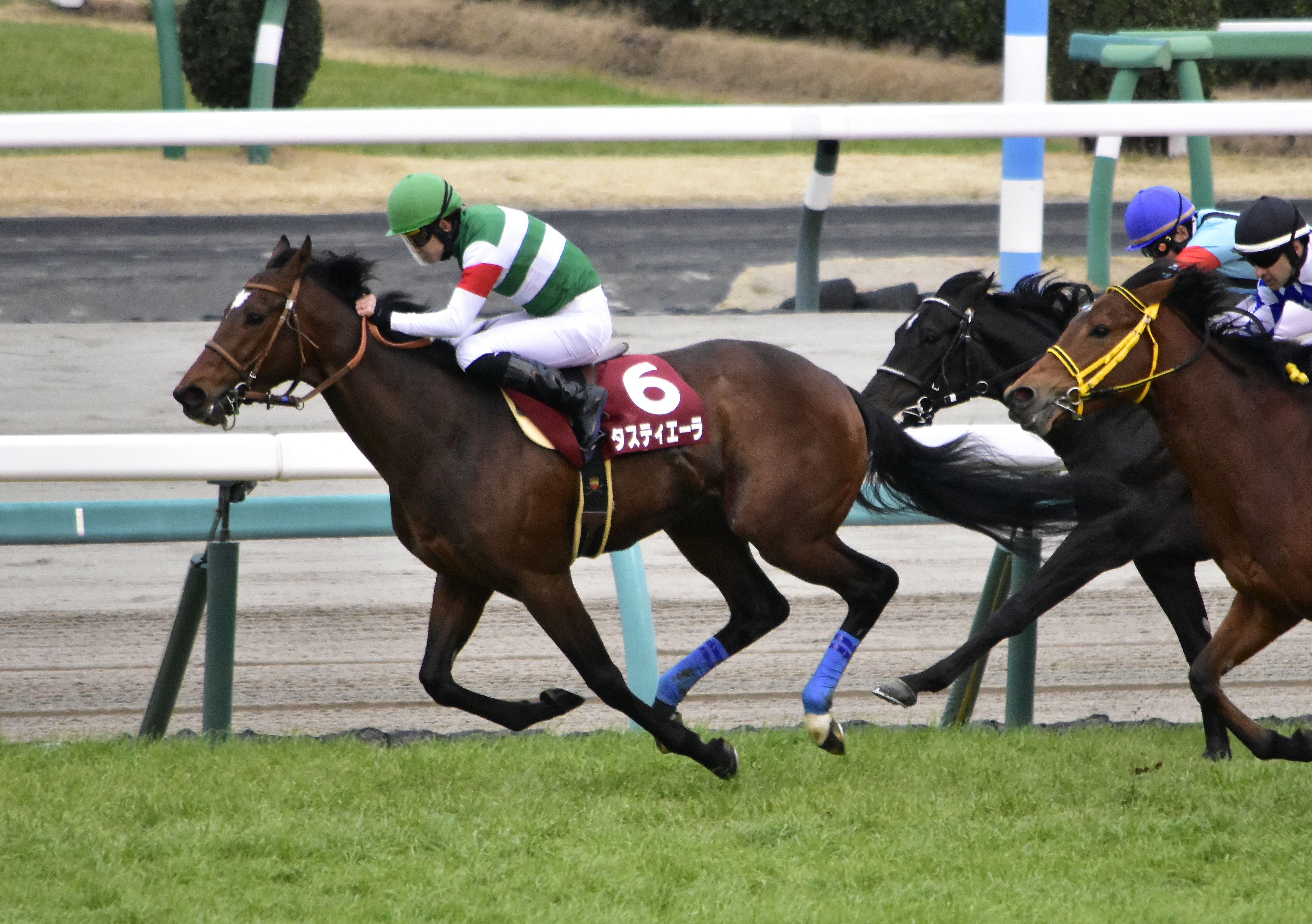
タスティエーラ

#### 地方重賞優勝産駒
- 2012年産
  - ブラックレッグ（2015年黒潮盃）- 父:タイキシャトル[76]
- 2013年産
  - テイエムマケンゲナ（2017年すみれ賞）- 父:テイエムオペラオー[77]
  - サンマルドライヴ（2018年如月賞）- 父:カジノドライヴ[78]
  - スラッシュ（2016年初夏賞）- 父:グラスワンダー[79]
- 2015年産
  - スターアイリス（2018年土佐春花賞）- 父:ヨハネスブルグ[80]
- 2016年産
  - テツ（2019年MRO金賞）- 父:ストロングリターン[81]
  - ジェイケイブラック（2022年北上川大賞典）- 父:エイシンフラッシュ[82]
- 2017年産
  - ビックバレリーナ（2020年東海ゴールドカップ）- 父:トゥザワールド[83]
- 2018年産
  - プリモステラ（2020年カペラ賞）- 父:フリオーソ[84]
  - マッドルーレット（2025年マーチカップ、トリトン争覇）- 父:カジノドライヴ[85]
- 2019年産
  - マルルットゥ（2022年あやめ賞）- 父:アンライバルド[86]
  - ブリーザフレスカ（2023年トリトン争覇、秋桜賞、ゴールド争覇）- 父:ロードカナロア[87]
  - サンオークレア（2024年ヒダカソウカップ、グランシャリオクイーンズ、2025年レジーナディンヴェルノ賞、ノースクイカップ）- 父:バンブーエール[88]
- 2021年産
  - ダテノショウグン（2023年ハイセイコー記念、2024年黒潮盃）- 父:バンブーエール[89]
  - ナミダノキス（2024年石川優駿、サラブレッド大賞典、2025年百万石賞）- 父:ホッコータルマエ[90]
  - バレンタインガール（2024年ロータスクラウン賞）- 父:メイショウサムソン[91]
- 2022年産
  - ジュゲムーン（2025年ネクストスター西日本、黒潮皐月賞、高知優駿）- 父:コパノリッキー

## 特徴

### 気性
気性について、社台ファーム育成担当の猿倉修は同牧場の千葉厩舎にいたときからスタッフが手をかけてきたことで、「人間が側にいたら安心するというのか、人に対しては非常に従順」と回顧している。厩務員の松本重春は「とてもプライドの高い馬」、小島良太は「性格をよくわかっていて、慣れている人間でなければ扱うのが大変。そんなタイプの馬」と評している。種牡馬時代のマンハッタンカフェは競馬エイト記者の鈴木由希子によると、「他馬が荒々しく迫る中、（マンハッタンカフェは）繁殖牝馬に対してとても丁寧で長距離向きの優しい気性」だったという。
小島は「ゆったりとした走りと一体になった切れ味」がマンハッタンカフェの武器であると述べている。蛯名正義は「外見とは裏腹に実はとても繊細」「乗る立場からすると、こちらの思い通りに動いてくれる、本当に乗りやすい馬なんです」と評している。レースでは余計なことはせず道中も冷静で「絶対と言っていいほど、リキんだりムキになったりしなかった」「道中の"タメ"が利くから直線であれだけの切れ味、爆発力を発揮できた」という。

### 蹄の不安
マンハッタンカフェの蹄は皿のように薄くて平べったく、それが4歳になった頃状態が悪化。小島やスタッフを悩ませ続けた。4歳初戦の日経賞で6着で敗れた後、次走を予定していた天皇賞（春）を前に小島はマスコミとの接触を意識的に避けていた。小島はこの時のマンハッタンカフェに関して「蹄やトウ骨の状態が思わしくなく、回避するか否かをずっと悩んでいた。中途半端な状態で走らせるわけにはいかないから、それでマスコミとの接触を意識的に避けた。元々蹄が薄い馬で、実はかなり前の段階から蟻洞（ぎどう）ができて装蹄師も苦労した。自分としては菊花賞、有馬記念を勝って満足だったが正当な評価をされなかった。その悔しさから、問題を抱えているのを承知で無理を強いたかもしれない。我慢して期待に応えてくれた」と語っている。

## 血統表
| マンハッタンカフェの血統                                   | マンハッタンカフェの血統               | マンハッタンカフェの血統           | （血統表の出典）                   | （血統表の出典）  |
| 父系                                                       | サンデーサイレンス系（ヘイロー系）     | サンデーサイレンス系（ヘイロー系） | サンデーサイレンス系（ヘイロー系） | [ § 2 ]           |
| 父 *サンデーサイレンス Sunday Silence 1986 青鹿毛 アメリカ | 父の父Halo 1969 黒鹿毛 アメリカ        | Hail to Reason                     | Turn-to                            | Turn-to           |
| 父 *サンデーサイレンス Sunday Silence 1986 青鹿毛 アメリカ | 父の父Halo 1969 黒鹿毛 アメリカ        | Hail to Reason                     | Nothirdchance                      |                   |
| 父 *サンデーサイレンス Sunday Silence 1986 青鹿毛 アメリカ | 父の父Halo 1969 黒鹿毛 アメリカ        | Cosmah                             | Cosmic Bomb                        | Cosmic Bomb       |
| 父 *サンデーサイレンス Sunday Silence 1986 青鹿毛 アメリカ | 父の父Halo 1969 黒鹿毛 アメリカ        | Cosmah                             | Almahmoud                          |                   |
| 父 *サンデーサイレンス Sunday Silence 1986 青鹿毛 アメリカ | 父の母Wishing Well 1975 鹿毛 アメリカ  | Understanding                      | Promised Land                      | Promised Land     |
| 父 *サンデーサイレンス Sunday Silence 1986 青鹿毛 アメリカ | 父の母Wishing Well 1975 鹿毛 アメリカ  | Understanding                      | Pretty Ways                        |                   |
| 父 *サンデーサイレンス Sunday Silence 1986 青鹿毛 アメリカ | 父の母Wishing Well 1975 鹿毛 アメリカ  | Mountain Flower                    | Montparnasse                       | Montparnasse      |
| 父 *サンデーサイレンス Sunday Silence 1986 青鹿毛 アメリカ | 父の母Wishing Well 1975 鹿毛 アメリカ  | Mountain Flower                    | Edelweiss                          |                   |
| 母 *サトルチェンジ Subtle Change 1988 黒鹿毛 アイルランド  | 母の父Law Society 1982 黒鹿毛 アメリカ | Alleged                            | Hoist the Flag                     | Hoist the Flag    |
| 母 *サトルチェンジ Subtle Change 1988 黒鹿毛 アイルランド  | 母の父Law Society 1982 黒鹿毛 アメリカ | Alleged                            | Princess Pout                      |                   |
| 母 *サトルチェンジ Subtle Change 1988 黒鹿毛 アイルランド  | 母の父Law Society 1982 黒鹿毛 アメリカ | Bold Bikini                        | Boldnesian                         | Boldnesian        |
| 母 *サトルチェンジ Subtle Change 1988 黒鹿毛 アイルランド  | 母の父Law Society 1982 黒鹿毛 アメリカ | Bold Bikini                        | Ran-Tan                            |                   |
| 母 *サトルチェンジ Subtle Change 1988 黒鹿毛 アイルランド  | 母の母Santa Luciana 1973 黒鹿毛 ドイツ | Luciano                            | Henry the Seventh                  | Henry the Seventh |
| 母 *サトルチェンジ Subtle Change 1988 黒鹿毛 アイルランド  | 母の母Santa Luciana 1973 黒鹿毛 ドイツ | Luciano                            | Light Arctic                       |                   |
| 母 *サトルチェンジ Subtle Change 1988 黒鹿毛 アイルランド  | 母の母Santa Luciana 1973 黒鹿毛 ドイツ | Suleika                            | Ticino                             | Ticino            |
| 母 *サトルチェンジ Subtle Change 1988 黒鹿毛 アイルランド  | 母の母Santa Luciana 1973 黒鹿毛 ドイツ | Suleika                            | Schwarzblaurot                     |                   |
| 母系(F-No.)                                                | Suleika系(FN:16-c)                     | Suleika系(FN:16-c)                 | Suleika系(FN:16-c)                 | [ § 3 ]           |
| 5代内の近親交配                                            | 5代内アウトブリード                    | 5代内アウトブリード                | 5代内アウトブリード                | [ § 4 ]           |
| 出典                                                       | 1. 2. 3. 4.                            | 1. 2. 3. 4.                        | 1. 2. 3. 4.                        | 1. 2. 3. 4.       |